# Corpus Documentale Latinum Gallaeciae
O Corpus Documentale Latinum Gallaeciae (CODOLGA) é um corpus linguístico dos textos latinos da antiga Galiza.
Formou-se reunindo os textos dos mosteiros de Samos, Sobrado dos Monxes, Oseira (San Cristovo de Cea), Celanova, Couto (Narón), Lourenzá, Carboeiro (Silleda), Caaveiro, São Paio de Antealtares, São Martinho Pinário e os das sés das catedrais de Santiago de Compostela, Mondoñedo, Lugo, Tui e Ourense. 
Foi levado a cabo pelo Centro de Investigação Ramón Piñeiro (CIRP) sob a direção de José Eduardo López Pereira, em convênio com a Universidade de Santiago de Compostela, e ainda está em fase experimental. Permite buscas segundo o tipo de documento, a data e o lugar; pode-se também utilizar estratégias de busca. Para poder aceder ao corpus, é preciso cadastrar-se.